# 海狗灣
海狗灣（英語：Fur Seal Cove）是南極洲的海灣，位於南奧克尼群島的西格尼島南部，處於倫頓角和古爾利半島之間，由英國南極名稱諮詢委員命名，現時由南極條約體系管理。